# Tú sí que vales
¡Tú sí que vales! (llamado en su última temporada ¡Tú sí que sí!) fue un concurso de talentos, producido por Gestmusic Endemol para Telecinco (2008-2013) y La Sexta (2017), que se estrenó el 1 de enero de 2008. Las cuatro primeras temporadas, fueron emitidas de forma encadenada, los viernes en horario de prime time. Se han emitido posteriores ediciones y versiones especiales, así como la reemisión de las galas en diversas ocasiones en LaSiete debido a su gran éxito. En la temporada del 2008 y 2009, se emitieron las dos últimas ediciones, la undécima y duodécima, respectivamente, además de la gala especial de finalistas. En junio del 2011, se confirmaba la vuelta de ¡Tú sí que vales! a Telecinco.
Christian Gálvez fue el presentador de las galas semanales y ejercieron como miembro del jurado Noemí Galera, Àngel Llàcer, Loles León y Los Morancos, quienes sustituyeron a Javier Sardá y Pablo Carbonell en la primera y segunda etapa, respectivamente.
¡Tú sí que vales! regresó el domingo 2 de octubre a las 22:30 horas, un año y medio después de su desaparición, con una nueva puesta en marcha, tanto en los miembros del jurado como en el plató y en la mecánica del concurso. Risto Mejide, José Corbacho y Merche son algunas de las caras conocidas que formaron esta edición junto a Christian Gálvez como presentador de las galas. Tras dos ediciones como jurado profesional, el productor José Luis Moreno abandonó su puesto en la mesa de jueces para cederle el relevo a José Corbacho, quien ya participó en un especial de magia junto a Ana Milán y Santi Rodríguez.
El 7 de octubre de 2013, Tinet Rubira (director de la productora Gestmusic) confirmó que Tú si que vales ya había cerrado su ciclo en la cadena de Mediaset, por lo que no volvería a la parrilla de Telecinco debido a que esta cadena ya estaba preparando un programa sustituto.
El programa volvió en 2017 a La Sexta de la mano de Cristina Pedroche bajo el título de ¡Tú sí que sí!.
En el verano de 2020, Telecinco decidió rescatar el programa para su parrilla veraniega, pero esta vez con reposiciones. Así, el 3 de agosto de 2020 se empezó a reemitir el programa con las galas de mayor éxito.

## Historia
Tú sí que vales se estrenó el 1 de enero de 2008 en Telecinco y, estrenándose con un 17,2% de cuota de pantalla, cerró su primera edición con un 26,7% y casi 3 millones y medio de espectadores... Las cuatro primeras ediciones fueron emitidas, de forma encadenada, los viernes en prime time. Se han hecho posteriores ediciones (con tres galas) y versiones especiales, así como reemitidas las galas en diversas ocasiones debido a su buena acogida.
El objetivo del concurso es descubrir nuevos talentos en el panorama artístico español, pudiendo participar artistas de cualquier campo, como el baile, el canto, los malabares, el humor, las imitaciones o cualquier otra disciplina en la que se muestre alguna habilidad especial.
Los concursantes deben someterse al veredicto de un jurado para ir superando rondas eliminatorias, siendo finalmente los telespectadores los que eligen, con sus votos, al ganador final, cuyo premio consiste en 30 000 euros y la participación en dos programas de Telecinco.

### Formato
Los aspirantes a participar en el programa se somenten a cástines previos, que tienen lugar en varias ciudades de España. La elección sigue la misma dinámica que en las galas a la hora de escoger a los participantes: actúan frente al jurado y este les comunica si pasan o no a la siguiente fase. Los cástines preliminares, eran emitidos por LaSiete (el canal digital de Telecinco).
Los concursantes elegidos en los cástines previos pasan a actuar en las distintas galas, que se celebran en auditorios con público y son emitidas por Telecinco. En las primeras ediciones constaba de tres galas. En las dos primeras, el jurado y el público eligen a los finalistas. En la final de cada edición, y tras una criba previa por parte del jurado, los telespectadores eran los encargados de escoger al ganador, mediante el voto por SMS y/o llamada telefónica.
En las últimas ediciones emitidas el mecanismo del concurso ha cambiado. El programa tiene entre 6 y 8 galas en las cuales el jurado y el público (jurado popular) eligen a los concursantes que participaran en la gala final. En la final de cada edición van actuando los participantes por grupos, llegando a la final solo un participante por grupo. Al final de la gala el jurado elige al ganador de entre todos los finalistas.

### Presentador y jurado
Los protagonistas tienen gran importancia dentro de la dinámica del programa, pudiendo interrumpir las actuaciones y llamando la atención a los aspirantes, a menudo utilizando bocinas, a golpe de sartenazos u otros objetos para generar ruido. En ocasiones, el jurados también interactúa con los concursantes, participando activamente en las actuaciones.
En la primera etapa del programa, el jurado estaba formado por Noemí Galera, Àngel Llàcer y Javier Sardà. La segunda etapa de ¡Tú sí que vales! en Telecinco, acabó en diciembre de 2009 con la gran final de finales. Junto a ello, el jurado se despidió del formato dando las gracias a la cadena y productora por hacer de la realidad un sueño. Noemí Galera, Àngel Llàcer, Loles León y Los Morancos, junto a Christian Gálvez se despidieron abrazados en círculo diciendo que lo más importante de todo es que se habían hecho amigos para siempre, mientras sonaba la sintonía de la canción.
El domingo 9 de octubre de 2011, ¡Tú sí que vales! regresó a Telecinco con la decimotercera edición a las 22:15 horas -un año y medio después de su desaparición- con una nueva puesta en marcha, tanto en los miembros del jurado como en el plató y en la mecánica del concurso. Risto Mejide, José Luis Moreno, Merche presentaran esta edición junto a Christian Gálvez como presentador de las galas. Tras dos ediciones como jurado profesional, el productor José Luis Moreno abandonó su puesto en la mesa de jueces para cederle el relevo a José Corbacho, quien ya participó en un especial de magia junto a Ana Milán y Santi Rodríguez.
Tras la apuesta de Mediaset por Got Talent España (reedición de Tienes talento), Atresmedia compró los derechos del formato para su emisión en La Sexta bajo el nombre de Tú sí que sí. Su estreno se produjo el 10 de enero de 2017 y contó con Cristina Pedroche como nueva presentadora y un renovado jurado compuesto por Silvia Abril, Rafa Méndez y Soraya Arnelas.
| Equipo del programa |      |      |      |      |      |      |      |      |      |      |      |      |      |         |      |      |      |      |
| Equipo del programa | 2008 | 2008 | 2008 | 2008 | 2008 | 2008 | 2008 | 2008 | 2009 | 2009 | 2009 | 2009 | 2011 | 2011-12 | 2012 | 2013 | 2013 | 2017 |
| Equipo del programa | 1    | 2    | 3    | 4    | 5    | 6    | 7    | 8    | 9    | 10   | 11   | 12   | 13   | 14      | 15   | 16   | 17   | 18   |
| ------------------- | ---- | ---- | ---- | ---- | ---- | ---- | ---- | ---- | ---- | ---- | ---- | ---- | ---- | ------- | ---- | ---- | ---- | ---- |
| Christian Gálvez    |      |      |      |      |      |      |      |      |      |      |      |      |      |         |      |      |      |      |
| Javier Sardà        |      |      |      |      |      |      |      |      |      |      |      |      |      |         |      |      |      |      |
| Noemí Galera        |      |      |      |      |      |      |      |      |      |      |      |      |      |         |      |      |      |      |
| Àngel Llàcer        |      |      |      |      |      |      |      |      |      |      |      |      |      |         |      |      |      |      |
| Los Morancos        |      |      |      |      |      |      |      |      |      |      |      |      |      |         |      |      |      |      |
| Pablo Carbonell     |      |      |      |      |      |      |      |      |      |      |      |      |      |         |      |      |      |      |
| Loles León          |      |      |      |      |      |      |      |      |      |      |      |      |      |         |      |      |      |      |
| Anna Simon          |      |      |      |      |      |      |      |      |      |      |      |      |      |         |      |      |      |      |
| El Sevilla          |      |      |      |      |      |      |      |      |      |      |      |      |      |         |      |      |      |      |
| Risto Mejide        |      |      |      |      |      |      |      |      |      |      |      |      |      |         |      |      |      |      |
| Merche              |      |      |      |      |      |      |      |      |      |      |      |      |      |         |      |      |      |      |
| José Luis Moreno    |      |      |      |      |      |      |      |      |      |      |      |      |      |         |      |      |      |      |
| Kiko Rivera         |      |      |      |      |      |      |      |      |      |      |      |      |      |         |      |      |      |      |
| José Corbacho       |      |      |      |      |      |      |      |      |      |      |      |      |      |         |      |      |      |      |
| Eduardo Gómez       |      |      |      |      |      |      |      |      |      |      |      |      |      |         |      |      |      |      |
| Cristina Pedroche   |      |      |      |      |      |      |      |      |      |      |      |      |      |         |      |      |      |      |
| Silvia Abril        |      |      |      |      |      |      |      |      |      |      |      |      |      |         |      |      |      |      |
| Rafa Méndez         |      |      |      |      |      |      |      |      |      |      |      |      |      |         |      |      |      |      |
| Soraya Arnelas      |      |      |      |      |      |      |      |      |      |      |      |      |      |         |      |      |      |      |

     Presentador
     Jurado
     Jurado rotatorio (Quinta edición)
     Copresentador backstage
     Jurado popular
| Jurado                                   | Procedencia | Profesión                                           |
| 2008                                     | 2008        | 2008                                                |
| ---------------------------------------- | ----------- | --------------------------------------------------- |
| Javier Sardá                             | Barcelona   | Periodista                                          |
| Pablo Carbonell                          | Cádiz       | Cantante, humorista y actor español.                |
| 2008-2009                                |             |                                                     |
| Noemí Galera                             | Barcelona   | Directora de cástines                               |
| Àngel Llàcer                             | Barcelona   | Actor, director teatral y presentador de televisión |
| Los Morancos                             | Sevilla     | Humoristas                                          |
| 2009                                     |             |                                                     |
| Loles León                               | Barcelona   | Actriz                                              |
| 2011-2012                                |             |                                                     |
| José Luis Moreno                         | Madrid      | Empresario español, ventrílocuo y productor         |
| Kiko Rivera (Jurado popular)             | Sevilla     | Colaborador de televisión                           |
| 2011-2013                                |             |                                                     |
| Merche                                   | Cádiz       | Cantautora, productora y presentadora               |
| Risto Mejide                             | Barcelona   | Presentador y colaborador de televisión             |
| 2012-2013                                |             |                                                     |
| José Corbacho                            | Barcelona   | Actor, director, guionista y humorista              |
| 2013                                     |             |                                                     |
| Eduardo Gómez (Jurado popular)           | Madrid      | Actor español                                       |
| Santi Millán (Jurado sustituto de Risto) | Barcelona   | Actor y presentador de televisión                   |
| 2017-2018                                |             |                                                     |
| Rafa Méndez                              | Tenerife    | Coreógrafo y bailarín                               |
| Silvia Abril                             | Mataró      | Actriz y cómica                                     |
| Soraya Arnelas                           | Cáceres     | Cantante                                            |

### Acusación de plagio
Poco después de estrenarse Tú sí que vales en Telecinco, la productora Grundy y la cadena Cuatro acusaron a Telecinco y Gestmusic Endemol de haber plagiado el formato de Got talent, propiedad de Fremantle Media y cuyos derechos para España había adquirido en exclusiva Cuatro, para estrenarlo poco después con el título Tienes talento.
En respuesta a las acusaciones, Toni Cruz, presidente de Gestmusic Endemol hizo pública una carta enviada a Tony Stern, su homólogo en Fremantle, en la que afirmaba que los programas cazatalentos a partir de un casting de artistas constituyen un género de televisión universalmente usado desde los inicios del medio. Finalmente, Cuatro y Grundy (filial de Fremantle en España) descartaron emprender acciones judiciales.

## Primera etapa

### Primera edición
El programa se estrenó el 1 de enero de 2008, aunque previamente, desde del 17 de diciembre de 2007, el canal de TDT Telecinco Estrellas empezó a emitir los cástines preliminares. La gala final se emitió el 10 de enero de 2008.
El ganador de la primera edición fue Javier Bovea, un actor lírico de Alcora (Provincia de Castellón). El segundo clasificado fue Dariel Ventura, un joven cantante nacido en Cuba y residente en Torrevieja que interpretó I Feel Good.
| Fecha      | Día    | Hora  | Gala   | Características programa | Espectadores | Cuota de pantalla |
| ---------- | ------ | ----- | ------ | ------------------------ | ------------ | ----------------- |
| 01/01/2008 | Martes | 22h30 | Gala 1 | Primera semifinal        | 2 510 000    | 17,2%             |
| 03/01/2008 | Jueves | 22h30 | Gala 2 | Segunda semifinal        | 3 041 000    | 21,5%             |
| 10/01/2008 | Jueves | 21h30 | Gala 3 | Gran final               | 3 468 000    | 26,7%             |

### Segunda edición
La segunda edición se emitió entre el 25 de enero y el 8 de febrero de 2008.
El jurado Javier Sardá solo participó en la primera gala, siendo sustituido posteriormente por Jorge y César Cadaval, integrantes del dúo cómico Los Morancos.
La ganadora fue Miriam Fernández, una joven que interpretó canciones de la factoría Disney. Los otros finalistas fueron el dúo cómico-musical Kamelo Punto Semos, los percusionistas Tumpack y el 'beatbox' de Fabio.
| Fecha      | Día     | Hora  | Gala   | Características programa | Espectadores | Cuota de pantalla |
| ---------- | ------- | ----- | ------ | ------------------------ | ------------ | ----------------- |
| 25/01/2008 | Viernes | 22h30 | Gala 1 | Primera semifinal        | 1 839 000    | 13,6%             |
| 01/02/2008 | Viernes | 22h30 | Gala 2 | Segunda semifinal        | 2 565 000    | 18,5%             |
| 08/02/2008 | Viernes | 22h30 | Gala 3 | Gran final               | 2 911 000    | 21,6%             |

### Tercera edición
La tercera edición se emitió entre el 15 y el 29 de febrero de 2008.
El ganador fue Alberto Ortiz, un beatboxer de 25 años, por delante de la cantante Estefanía. Los otros tres finalistas fueron el grupo Cumbre flamenca, la cantante Amada y el imitador Nico.
| Fecha      | Día     | Hora  | Gala   | Características programa | Espectadores | Cuota de pantalla |
| ---------- | ------- | ----- | ------ | ------------------------ | ------------ | ----------------- |
| 15/02/2008 | Viernes | 22h30 | Gala 1 | Primera semifinal        | 2 694 000    | 19,9%             |
| 22/02/2008 | Viernes | 22h30 | Gala 2 | Segunda semifinal        | 2 642 000    | 20,4%             |
| 29/02/2008 | Viernes | 22h30 | Gala 3 | Gran final               | 2 848 000    | 22,5%             |

### Cuarta edición
La cuarta edición se emitió entre el 7 y el 28 de marzo de 2008.
Los ganadores fueron Tony y Daniel, un dúo de violonchelistas de 24 años que amenizaban al programa con su repertorio de música clásica. La segunda finalista fue Sara Guirado con una sugerente danza del vientre acompañada de música en directo.
| Fecha      | Día     | Hora  | Gala   | Características programa | Espectadores | Cuota de pantalla |
| ---------- | ------- | ----- | ------ | ------------------------ | ------------ | ----------------- |
| 07/03/2008 | Viernes | 22h30 | Gala 1 | Primera semifinal        | 2 638 000    | 20,3%             |
| 14/03/2008 | Viernes | 22h30 | Gala 2 | Segunda semifinal        | 2 229 000    | 19,1%             |
| 28/03/2008 | Viernes | 21h30 | Gala 3 | Gran final               | 2 800 000    | 23,1%             |

### Quinta edición
Telecinco recuperó el programa tras un mes de descanso. La quinta edición se estrenó el 25 de abril de 2008 y terminó el 16 de mayo de 2008.
Se mantienen como miembros del jurado Los Morancos y Noemí Galera, mientras que el tercer integrante varía en cada gala. En la primera semifinal fue Pablo Carbonell, en la segunda regresó Javier Sardá, substituido en la tercera y en la cuarta por Àngel Llàcer.
El ganador fue el Mimo malagueño Manolo Carambolas, que con sus gestos y movimientos mecánicos consiguió ganarse la confianza y los votos de los espectadores.
| Fecha      | Día     | Hora  | Gala   | Características programa | Espectadores | Cuota de pantalla |
| ---------- | ------- | ----- | ------ | ------------------------ | ------------ | ----------------- |
| 25/04/2008 | Viernes | 22h30 | Gala 1 | Primera semifinal        | 1 902 000    | 15,4%             |
| 02/05/2008 | Viernes | 22h30 | Gala 2 | Segunda semifinal        | 1 882 000    | 16,4%             |
| 09/05/2008 | Viernes | 22h30 | Gala 3 | Tercera semifinal        | 1 992 000    | 16,2%             |
| 16/05/2008 | Viernes | 21h30 | Gala 4 | Gran final               | 2 395 000    | 20,3%             |

### Sexta edición
La sexta edición arrancó inmediatamente después de la finalización de la quinta, sin ningún tipo de descanso. Los componentes del jurado se mantienen: Los Morancos, Àngel Llàcer y Noemí Galera.
Se anunció al comienzo de la primera semifinal que los jueces iban a ser más tajantes y severos con los aspirantes, cosa que en realidad no ocurrió. El programa siguió la misma dinámica y apenas se observó cambio alguno en las deliberaciones.
Como anécdota del primer programa de la sexta edición, cabe la pena destacar el cameo del presentador, Christian Gálvez, como jurado de una actuación, dando su aprobación al aspirante.
La final de esta sexta edición se caracterizó por el uso de un recurso no usado antes en el programa. Valiéndose de los comentarios y de los juicios de Noemí Galera (miembro del jurado) en los que elogiaba a los aspirantes guapos de los programas anteriores, la dirección del programa optó por llamar en directo a los supuestos novios que había tenido la juez. Por supuesto todo era falso y en el domicilio no se encontraba ningún exnovio. La llamada era real, así como la conversación que era improvisada. La persona que contestaba no sabía que la iban a llamar a esas horas de la noche. Durante el transcurso del programa telefonearon en varias ocasiones a algunos domicilios anónimos para preguntar si estaba en casa el supuesto exnovio de Noemí. Un recurso que entretuvo algo más a la audiencia.
La ganadora fue Rosa, una ama de casa andaluza de 56 años, que logró convencer al jurado y a los espectadores con su cante flamenco.
| Fecha      | Día     | Hora  | Gala   | Características programa | Espectadores | Cuota de pantalla |
| ---------- | ------- | ----- | ------ | ------------------------ | ------------ | ----------------- |
| 23/05/2008 | Viernes | 22h30 | Gala 1 | Primera semifinal        | 2 118 000    | 18,6%             |
| 30/05/2008 | Viernes | 22h30 | Gala 2 | Segunda semifinal        | 2 078 000    | 17,7%             |
| 06/06/2008 | Viernes | 21h30 | Gala 3 | Gran final               | 2 173 000    | 19,4%             |

### Séptima edición
Inmediatamente después de finalizar la sexta edición comenzó la séptima, en la cual el jurado se mantuvo.
Como anécdota del primer programa, Ángel dijo a una charanga que solo pasarían a la siguiente fase si a lo largo de la duración de la gala conseguían llenar el autobús del público con gente anónima que encontraran por Barcelona, ciudad donde se graba el programa.
La anécdota de la segunda es que una persona del público sustituyó a Ángel Llácer mientras este iba a buscar a unos concursantes cuyo coche se había quedado sin combustible, y más tarde a Los Morancos que se ausentaron unos minutos para que un concursante les pudiera hipnotizar.
El ganador de la final fue Luis Malabara, un gran maestro del diábolo.
| Fecha      | Día     | Hora  | Gala   | Características programa | Espectadores | Cuota de pantalla |
| ---------- | ------- | ----- | ------ | ------------------------ | ------------ | ----------------- |
| 13/06/2008 | Viernes | 22h30 | Gala 1 | Primera semifinal        | 1 966 000    | 17,8%             |
| 27/06/2008 | Viernes | 22h30 | Gala 2 | Segunda semifinal        | 1 570 000    | 15,1%             |
| 04/07/2008 | Viernes | 21h30 | Gala 3 | Gran final               | 1 497 000    | 15,7%             |

### Octava edición
Esta edición reunió a los ganadores de las siete ediciones anteriores y otros 8 concursantes.
El ganador de esta edición de final de ganadores fue Roberto Ortiz con su Beatbox, ganador de la tercera edición.
| Fecha      | Día     | Hora  | Gala   | Características programa | Espectadores | Cuota de pantalla |
| ---------- | ------- | ----- | ------ | ------------------------ | ------------ | ----------------- |
| 11/07/2008 | Viernes | 22h30 | Gala 1 | Primera semifinal        | 1 199 000    | 17,9%             |
| 18/07/2008 | Viernes | 22h30 | Gala 2 | Segunda semifinal        | 1 396 000    | 15,5%             |
| 25/07/2008 | Viernes | 21h30 | Gala 3 | Gran final               | 1 439 000    | 16,3%             |

## Segunda etapa

### Novena edición
Con el estreno de la novena edición, fue la segunda etapa del talent show ¡Tú sí que vales!. Fue estrenada el martes 29 de septiembre de 2009, y tras tres emisiones el programa finalizó su primera edición el 13 de octubre del mismo año. La novedad de esta nueva edición es que se incorporaría un jurado popular formado por tres personas del público: Rositta, Cristian y Robert.
| Fecha      | Día    | Hora  | Gala   | Características programa | Espectadores | Cuota de pantalla |
| ---------- | ------ | ----- | ------ | ------------------------ | ------------ | ----------------- |
| 29/09/2009 | Martes | 22h30 | Gala 1 | Primera semifinal        | 2 783 000    | 18,4%             |
| 06/10/2009 | Martes | 22h30 | Gala 2 | Segunda semifinal        | 2 009 000    | 13,1%             |
| 13/10/2009 | Martes | 22h30 | Gala 3 | Gran final               | 1 713 000    | 13,9%             |

### Décima edición
Esta edición fue estrenada por primera vez en martes, el día 20 de octubre de 2009, a las 22:30 horas en Telecinco, pero una semana después, el 28 de octubre, la cadena paso la emisión de ¡Tú sí que vales! al prime time de los miércoles.
| Fecha      | Día       | Hora  | Gala   | Características programa | Espectadores | Cuota de pantalla |
| ---------- | --------- | ----- | ------ | ------------------------ | ------------ | ----------------- |
| 20/10/2009 | Martes    | 22h30 | Gala 1 | Primera semifinal        | 2 132 000    | 16,1%             |
| 28/10/2009 | Miércoles | 22h30 | Gala 2 | Segunda semifinal        | 1 674 000    | 13,3%             |
| 04/11/2009 | Miércoles | 22h30 | Gala 3 | Gran final               | 1 942 000    | 15,1%             |

### Undécima edición
| Fecha      | Día       | Hora  | Gala   | Características programa | Espectadores | Cuota de pantalla |
| ---------- | --------- | ----- | ------ | ------------------------ | ------------ | ----------------- |
| 18/11/2009 | Miércoles | 22h30 | Gala 1 | Primera semifinal        | 1 881 000    | 11,7%             |
| 25/11/2009 | Miércoles | 22h30 | Gala 2 | Segunda semifinal        | 1 863 000    | 12,3%             |
| 02/12/2009 | Miércoles | 22h30 | Gala 3 | Gran final               | 1 799 000    | 12,5%             |

### Duodécima edición
| Fecha      | Día       | Hora  | Gala   | Características programa | Espectadores | Cuota de pantalla |
| ---------- | --------- | ----- | ------ | ------------------------ | ------------ | ----------------- |
| 09/12/2009 | Miércoles | 22h30 | Gala 1 | Primera semifinal        | 1 722 000    | 13,7%             |
| 16/12/2009 | Miércoles | 22h30 | Gala 2 | Segunda semifinal        | 1 356 000    | 12,6%             |
| 23/12/2009 | Miércoles | 22h30 | Gala 3 | Gran final               | 1 350 000    | 11,8%             |

### Final de finalistas
Fue una gala especial dedicada a todos los ganadores y finalistas del formato. Así, ¡Tú sí que vales! emitió esta gala el 30 de diciembre de 2009 como la última con los concursantes ganadores. El ganador de este especial se embolsaba una cantidad de 100 000 €, cual resultó ganador Jerry, un perro con muchos dotes de amo de casa.
| Fecha      | Día       | Hora  | Gala       | Características programa | Espectadores | Cuota de pantalla |
| ---------- | --------- | ----- | ---------- | ------------------------ | ------------ | ----------------- |
| 30/12/2009 | Miércoles | 22h30 | Gran final | Final de finales         | 2 085 000    | 17,1%             |

## Tercera etapa

### Decimotercera edición
Una decimotercera edición fue anunciada por la cadena Telecinco el pasado 7 de junio de 2011. El ganador de esta edición se llevaría 30 000 € y cada participante que llegase a la final, 1000 euros. Christian Gálvez volvió a ser el favorito para conducir un año más el formato de talentos y el jurado de esta edición estuvo acompañada por Risto Mejide, Merche, Kiko Rivera y José Luis Moreno, entre otros. Una de las novedades fue la incorporación de Miguel Ángel Rodríguez "El Sevilla" que se encontraría en el backstage con los concursantes y sería el copresentador del programa. Otra novedad es que no serían dos semifinales, como en todas las ediciones anteriores, sino muchas más (entre 6 y 10). Las condiciones legales para poder participar en los cástines, serían: enviar un vídeo a través de la web del programa o llamando por teléfono.
Esta edición fue estrenada por primera vez en domingo, el día 2 de octubre de 2011, a las 22:00 horas en Telecinco. Cinco semanas después, el talent show de Telecinco fue programado para la noche de los martes. Tras siete galas y una final, los ganadores de la decimotercera edición de ¡Tú sí que vales! fueron el grupo de mimo Kulbik, que se alzaron con la victoria del concurso.
| Fecha      | Día     | Hora  | Gala   | Características programa | Espectadores | Cuota de pantalla |
| ---------- | ------- | ----- | ------ | ------------------------ | ------------ | ----------------- |
| 02/10/2011 | Domingo | 22h15 | Gala 1 | Primera semifinal        | 2 286 000    | 15,9%             |
| 09/10/2011 | Domingo | 22h00 | Gala 2 | Segunda semifinal        | 2 576 000    | 16,8%             |
| 16/10/2011 | Domingo | 22h00 | Gala 3 | Tercera semifinal        | 2 709 000    | 16,6%             |
| 23/10/2011 | Domingo | 22h00 | Gala 4 | Cuarta semifinal         | 2 651 000    | 15,7%             |
| 01/11/2011 | Martes  | 22h30 | Gala 5 | Quinta semifinal         | 2 448 000    | 18,2%             |
| 08/11/2011 | Martes  | 22h30 | Gala 6 | Sexta semifinal          | 2 788 000    | 18,0%             |
| 22/11/2011 | Martes  | 22h30 | Gala 7 | Séptima semifinal        | 2 839 000    | 20,9%             |
| 29/11/2011 | Martes  | 22h00 | Gala 8 | Gran final               | 2 859 000    | 18,7%             |

### Decimocuarta edición
Desde el 15 de noviembre de 2011, Telecinco y Endemol iniciaron la producción de una nueva edición del programa presentado por Christian Gálvez. Así la cadena otorgaría, de este modo, la posibilidad de exhibir las cualidades de estos talentos ante el gran público. Además, ¡Tú sí que vales! ofreció para la navidades de 2011 un programa especial que contó con el protagonismo de jóvenes participantes.
Esta edición fue estrenada en la noche de los martes, el día 6 de diciembre de 2011, a las 22:30 horas en Telecinco. Tras cinco galas y una final, los ganadores de la decimocuarta edición de ¡Tú sí que vales! fueron el grupo acrobático Dinamic, que se alzaron con la victoria del concurso. Además, el grupo recibió un premio de 30.000 euros y una oferta de contrato con el espectáculo The Hole de Madrid, para mostrar su talento en teatro.
| Fecha      | Día    | Hora  | Gala   | Características programa | Espectadores | Cuota de pantalla |
| ---------- | ------ | ----- | ------ | ------------------------ | ------------ | ----------------- |
| 06/12/2011 | Martes | 22h00 | Gala 1 | Primera semifinal        | 2 630 000    | 19,6%             |
| 13/12/2011 | Martes | 22h00 | Gala 2 | Segunda semifinal        | 2 938 000    | 19,0%             |
| 20/12/2011 | Martes | 22h00 | Gala 3 | Tercera semifinal        | 3 024 000    | 19,7%             |
| 03/01/2012 | Martes | 22h00 | Gala 4 | Cuarta semifinal         | 2 901 000    | 17,6%             |
| 10/01/2012 | Martes | 22h00 | Gala 5 | Quinta semifinal         | 2 526 000    | 16,0%             |
| 17/01/2012 | Martes | 22h00 | Gala 6 | Gran final               | 3 050 000    | 18,8%             |

### Decimoquinta edición
Esta edición fue estrenada el 24 de enero de 2012, a las 22:00 horas en Telecinco. Tras dos ediciones como jurado profesional, el productor José Luis Moreno abandonó su puesto en la mesa de jueces para cederle el relevo a José Corbacho, quien ya participó en un especial de magia junto a Ana Milán y Santi Rodríguez. Tres semanas después, el talent show de Telecinco fue reubicado en la noche de los miércoles tras pasar la serie carcelaria La Fuga, en el prime time de los martes. Tras cinco galas y una final, el ganador de la decimoquinta edición de ¡Tú sí que vales! fue Santi y sus caballos, alzándose con la victoria del concurso consiguiendo un premio de 30.000 euros y además, una oferta de contrato con el espectáculo The Hole de Madrid.
| Fecha      | Día       | Hora  | Gala   | Características programa | Espectadores | Cuota de pantalla |
| ---------- | --------- | ----- | ------ | ------------------------ | ------------ | ----------------- |
| 24/01/2012 | Martes    | 22h00 | Gala 1 | Primera semifinal        | 2 500 000    | 15,5%             |
| 31/01/2012 | Martes    | 22h00 | Gala 2 | Segunda semifinal        | 2 724 000    | 17,1%             |
| 08/02/2012 | Miércoles | 22h00 | Gala 3 | Tercera semifinal        | 2 300 000    | 14,9%             |
| 15/02/2012 | Miércoles | 22h00 | Gala 4 | Cuarta semifinal         | 2 467 000    | 16,1%             |
| 22/02/2012 | Miércoles | 22h00 | Gala 5 | Quinta semifinal         | 2 393 000    | 15,8%             |
| 29/02/2012 | Miércoles | 23h15 | Gala 6 | Gran final               | 2 027 000    | 20,0%             |

### Decimosexta edición
Esta edición fue estrenada el 3 de febrero de 2013, a las 22:00 horas en Telecinco. El presentador sigue siendo Christian Gálvez.
| Fecha      | Día     | Hora  | Gala   | Características programa | Espectadores | Cuota de pantalla |
| ---------- | ------- | ----- | ------ | ------------------------ | ------------ | ----------------- |
| 03/02/2013 | Domingo | 22h00 | Gala 1 | Primera semifinal        | 1 916 000    | 12,1%             |
| 10/02/2013 | Domingo | 22h00 | Gala 2 | Segunda semifinal        | 1 797 000    | 11,1%             |
| 17/02/2013 | Domingo | 22h00 | Gala 3 | Tercera semifinal        | 1 424 000    | 8,8%              |
| 24/02/2013 | Domingo | 22h00 | Gala 4 | Cuarta semifinal         | 1 887 000    | 12,0%             |
| 03/03/2013 | Domingo | 22h00 | Gala 5 | Quinta semifinal         | 1 949 000    | 12,4%             |
| 10/03/2013 | Domingo | 22h00 | Gala 6 | Sexta semifinal          | 1 812 000    | 11,6%             |
| 17/03/2013 | Domingo | 22h00 | Gala 7 | Gran final               | 1 759 000    | 11,5%             |

### Decimoséptima edición
Esta edición fue estrenada el 24 de marzo de 2013, a las 22:00 horas en Telecinco. El presentador sigue siendo Christian Gálvez. La ganadora de esta edición fue Sislena Caparrosa, cantante tinerfeña de 15 años que en la gran final interpretó Nessun dorma de la ópera Turandot de Puccini, actuación con la que consiguió el 100% de los votos del jurado popular.
| Fecha      | Día     | Hora  | Gala   | Características programa | Espectadores | Cuota de pantalla |
| ---------- | ------- | ----- | ------ | ------------------------ | ------------ | ----------------- |
| 24/03/2013 | Domingo | 22h00 | Gala 1 | Primera semifinal        | 1 751 000    | 11,6%             |
| 31/03/2013 | Domingo | 22h00 | Gala 2 | Segunda semifinal        | 1 666 000    | 10,7%             |
| 07/04/2013 | Domingo | 22h00 | Gala 3 | Tercera semifinal        | 1 708 000    | 10,9%             |
| 14/04/2013 | Domingo | 22h00 | Gala 4 | Cuarta semifinal         | 1 689 000    | 11,0%             |
| 28/04/2013 | Domingo | 22h00 | Gala 5 | Quinta semifinal         | 1 721 000    | 10,7%             |
| 05/05/2013 | Domingo | 22h00 | Gala 6 | Sexta semifinal          | 1 499 000    | 10,4%             |
| 12/05/2013 | Domingo | 22h00 | Gala 7 | Gran final               | 1 911 000    | 13,2%             |

## Cuarta etapa

### Decimoctava edición
Después de tres años sin emisión, Mediaset decidió no renovar el programa y apostar por Got Talent España, el formato original. Además, a pesar de que Gestmusic Endemol también produjera un programa de talentos para La 1 de TVE en verano de 2015, el cual tuvo relativo éxito, Atresmedia compró Tú sí que vales para emitirlo a través de La Sexta desde la temporada 2016/2017. Sin embargo, para diferenciarse del programa de Telecinco, la productora registró la denominación de Tú sí que sí.
Por otro lado, a principios de julio de 2016 se fueron desvelando algunos detalles, como la apertura del casting o que la presentadora sería Cristina Pedroche. A lo largo del verano, se fueron confirmando los primeros nombres del jurado, en este caso, los de Rafa Méndez, Silvia Abril y Soraya Arnelas.
Tras esto, a principios de 2017 la cadena laSexta anuncio la fecha de estreno para el 10 de enero de 2017, el programa terminó el 1 de marzo de 2017, en la gran final que ganó el acróbata italiano Flagman.
| Fecha      | Día       | Hora  | Gala   | Características programa | Espectadores | Cuota de pantalla |
| ---------- | --------- | ----- | ------ | ------------------------ | ------------ | ----------------- |
| 10/01/2017 | Martes    | 22h30 | Gala 1 | Primera de clasificación | 872 000      | 5,7%              |
| 17/01/2017 | Martes    | 22h30 | Gala 2 | Segunda de clasificación | 952 000      | 6,3%              |
| 24/01/2017 | Martes    | 22h30 | Gala 3 | Tercera de clasificación | 622 000      | 4,4%              |
| 01/02/2017 | Miércoles | 22h30 | Gala 4 | Cuarta de clasificación  | 774 000      | 5,5%              |
| 08/02/2017 | Miércoles | 22h30 | Gala 5 | Quinta de clasificación  | 817 000      | 6,0%              |
| 15/02/2017 | Miércoles | 22h30 | Gala 6 | Primera Semifinal        | 927 000      | 6,7%              |
| 22/02/2017 | Miércoles | 22h30 | Gala 7 | Segunda Semifinal        | 713 000      | 5,0%              |
| 01/03/2017 | Miércoles | 22h30 | Gala 8 | Gran final               | 783 000      | 5,5%              |

## Galas especiales de Tú sí que vales
En esta edición especial del talent show, se recordaron las mejores actuaciones de la historia del programa emitidas desde su estreno hasta la final de finalistas (diciembre de 2009). En esta gala, se vieron los mejores momentos de las doce ediciones y los doce ganadores del concurso, además de las actuaciones más peculiares, entre otras cosas.
- Esta gala fue emitida el día 15 de noviembre de 2011, a las 22:45 horas en Telecinco.

| Fecha    | Día     | Hora  | Gala          | Características programa   | Espectadores | Cuota de pantalla |
| -------- | ------- | ----- | ------------- | -------------------------- | ------------ | ----------------- |
| 25/12/09 | Viernes | 17h45 | Gala especial | Tú sí que vales en Navidad | 1 710 000    | 14,3%             |
| 15/11/11 | Martes  | 22h45 | Gala especial | Lo mejor de la historia    | 1 756 000    | 12,6%             |
| 01/01/12 | Domingo | 22h00 | Gala especial | Especial Año Nuevo         | 2 922 000    | 18,0%             |
| 07/01/12 | Sábado  | 22h00 | Gala especial | Una noche mágica           | 2 114 000    | 13,2%             |
| 06/03/12 | Martes  | 22h10 | Gala especial | Segundas oportunidades     | 2 529 000    | 17,4%             |
| 13/03/12 | Martes  | 22h00 | Gala especial | Lo mejor de la historia    | 2 805 000    | 19,7%             |
| 20/03/12 | Martes  | 21h55 | Gala especial | Lo mejor de la historia    | 2 442 000    | 16,7%             |
| 27/03/12 | Martes  | 21h55 | Gala especial | Lo mejor de la historia    | 2 462 000    | 16,2%             |
| 03/04/12 | Martes  | 22h15 | Gala especial | Jóvenes talentos           | 2 044 000    | 13,4%             |
| 10/04/12 | Martes  | 22h15 | Gala especial | Lo mejor de la historia    | 2 478 000    | 16,7%             |
| 17/12/12 | Lunes   | 22h40 | Gala especial | Minivales                  | 1 470 000    | 10,3%             |
| 06/01/13 | Domingo | 22h10 | Gala especial | Regalo de Reyes            | 1 418 000    | 9,4%              |
| 19/05/13 | Domingo | 22h00 | Gala especial | Humor                      | 1 780 000    | 10,9%             |

## Audiencias

### Tú sí que vales / Tú sí que sí: Ediciones
| Edición                                | Fecha     | Cadena    | Espectadores | Cuota de pantalla | Gran Final        |
| -------------------------------------- | --------- | --------- | ------------ | ----------------- | ----------------- |
| Tú sí que vales: Primera edición       | 2008      | Telecinco | 3 006 000    | 21,8%             | 3 468 000 (26,7%) |
| Tú sí que vales: Segunda edición       | 2008      | Telecinco | 2 438 000    | 17,9%             | 2 911 000 (21,6%) |
| Tú sí que vales: Tercera edición       | 2008      | Telecinco | 2 728 000    | 20,9%             | 2 848 000 (22,5%) |
| Tú sí que vales: Cuarta edición        | 2008      | Telecinco | 2 556 000    | 20,8%             | 2 800 000 (23,1%) |
| Tú sí que vales: Quinta edición        | 2008      | Telecinco | 2 043 000    | 17,1%             | 2 395 000 (20,3%) |
| Tú sí que vales: Sexta edición         | 2008      | Telecinco | 2 123 000    | 18,6%             | 2 173 000 (19,4%) |
| Tú sí que vales: Séptima edición       | 2008      | Telecinco | 1 678 000    | 16,2%             | 1 497 000 (15,7%) |
| Tú sí que vales: Octava edición        | 2008      | Telecinco | 1 345 000    | 16,6%             | 1 439 000 (16,3%) |
| Tú sí que vales: Novena edición        | 2009      | Telecinco | 2 168 000    | 15,1%             | 1 713 000 (13,9%) |
| Tú sí que vales: Décima edición        | 2009      | Telecinco | 1 916 000    | 14,8%             | 1 942 000 (15,1%) |
| Tú sí que vales: Undécima edición      | 2009      | Telecinco | 1 848 000    | 14,6%             | 1 799 000 (12,5%) |
| Tú sí que vales: Duodécima edición     | 2009      | Telecinco | 1 476 000    | 12,7%             | 1 350 000 (11,8%) |
| Tú sí que vales: Decimotercera edición | 2011      | Telecinco | 2 644 000    | 17,6%             | 2 859 000 (18,7%) |
| Tú sí que vales: Decimocuarta edición  | 2011-2012 | Telecinco | 2 845 000    | 18,5%             | 3 050 000 (18,8%) |
| Tú sí que vales: Decimoquinta edición  | 2012      | Telecinco | 2 401 000    | 16,6%             | 2 027 000 (20,0%) |
| Tú sí que vales: Decimosexta edición   | 2013      | Telecinco | 1 792 000    | 11,4%             | 1 759 000 (11,5%) |
| Tú sí que vales: Decimoséptima edición | 2013      | Telecinco | 1 706 000    | 11,2%             | 1 911 000 (13,2%) |
| Tú sí que sí: Primera edición          | 2017      | La Sexta  | 807 000      | 5,6%              | 783 000 (5,5%)    |

## Versiones internacionales
El formato de televisión enteramente creado en España ha sido exportado en dos países en el mundo.

### Ediciones extranjeras
| País    | Nombre          | Presentador(es) | Canal       | Jueces | Estreno |
| ------- | --------------- | --- | ----------- | --- | --- |
| Albania | Tú sí que vales | Drini Zeqo | Vizion Plus | Kristi Popa Holta Dulaku Agron Llakaj                                                                                   | 1 de abril de 2015 (temp. 1) |
| Italia  | Tú sí que vales | Belén Rodríguez (temp. 1-9) Francesco Sole (temp. 1-2) Simone Rugiati (temp. 3) Martín Castrogiovanni y Alessio Sakara (temp. 4-presente) Giulia Stabile (temp. 8-presente) | Canale 5    | Rudy Zerbi Maria De Filippi Gerry Scotti (temp. 1-11) Teo Mammucari (temp. 4-9) Luciana Littizzetto (temp. 10-presente) | 4 de octubre de 2014 (temp. 1) 12 de septiembre de 2015 (temp. 2) 24 de septiembre de 2016 (temp. 3) 30 de septiembre de 2017 (temp. 4) 29 de septiembre de 2018 (temp. 5) 19 de octubre de 2019 (temp. 6) 12 de septiembre de 2020 (temp. 7) 18 de septiembre de 2021 (temp. 8) 17 de septiembre de 2022 (temp. 9) 23 de septiembre de 2023 (temp. 10) 21 de septiembre de 2024 (temp. 11) |